# Zaphanera indicus
Zaphanera indicus là một loài côn trùng cánh nửa trong họ Aleyrodidae, phân họ Aleyrodinae.
Zaphanera indicus được Jesudasan & David miêu tả khoa học đầu tiên năm 1991.